# 팔레르모 슈팅
《팔레르모 슈팅》(Palermo Shooting)은 이탈리아에서 제작된 빔 벤더스 감독의 2008년 드라마 영화이다. 캄피노 등이 주연으로 출연하였고 지안 피에로 링겔 등이 제작에 참여하였다.

## 출연

### 주연
- 캄피노
- 잉가 부쉬

### 조연
- 엑셀 시크로브스키
- 게하드 구트버렛
- 해리 브레인
- 세바스티안 블롬베르그

## 기타
- 라인프로듀서: 지안프랑코 바바갈로
- 라인프로듀서: 마코 메리츠
- 협력프로듀서: 펠릭스 에이셀
- 협력프로듀서: 스티븐 말먼
- 미술: 세바스찬 수컵
- 의상: 사비나 매글리아
- 배역: 사빈느 슈웨드헴